# Egy csésze kávé
Az Egy csésze kávé (The Coffee Cup) a Született feleségek (Desperate Housewives) című amerikai filmsorozat száztizennyolcadik epizódja. Az Amerikai Egyesült Államokban először az ABC (American Broadcasting Company) adó vetítette 2009. november 15-én.

## Az epizód cselekménye
Julie elég kellemetlen helyzetbe kerül, amikor a helyi kávézóban összefut Angie-vel. Gabrielle nagyon szeretné, hogy Juanitát felvegyék a környéki katolikus iskolába, ehhez pedig hajlandó nagyobb összeget is adományozni a templomnak. Lynette lebukik Gaby előtt a terhességével, Carlos pedig úgy áll bosszút Lynette-en, hogy kinevezi a miamii iroda élére. Orson elutazik, így Bree a házában randizik Karllal, ám Angie-nek kell falaznia a váratlanul hazaérkező férj miatt. Katherine elejt egy megjegyzést a Mike-kal való szexuális életükről, amitől pedig Susan úgy érzi, hogy a férje nem kívánja őt eléggé...

## Mellékszereplők
- Richard Burgi - Karl Mayer
- Tuc Watkins - Bob Hunter
- Josh Zuckerman - Eddie Orlofsky
- Julie McNiven - Emily Portsmith
- Gina Hecht - Mary Gallagher bírónő
- Jeff Doucette - Crowley atya
- Bobby Ray Shafer - Ellenőr
- Ned Vaughn - Terrence Henderson
- Dana Cuomo - Crystal Henderson

## Mary Alice epizódzáró monológja
- A narrátor, Mary Alice monológja az epizód végén így hangzik (a magyar változat alapján):

"Van egy kis kávézó Széplakon, olyan helynek ismerik, ahol az ember elolvashatja a reggeli lapot, ahol találkozhat a barátaival, ahol megihat egy csésze kávét egy fárasztó nap végén. Igen, olyan hely volt, amiről az embereknek sok minden beugrott, de ezután az éjszaka után, ami beugrik majd róla az sokkal rémesebb."

## Epizódcímek más nyelveken
- Angol: The Coffee Cup (A Kávéscsésze)
- Német: Die Beförderung (Az előléptetés)
- Francia: Sauvetage à l'italienne (Mentés olasz módra)
- Olasz: Paura di decidere (Félelem a választástól)